# Catedral Nossa Senhora da Conceição (Cachoeira do Sul)
A Catedral Nossa Senhora da Conceição, antiga Igreja Matriz, localiza-se no município de Cachoeira do Sul, região central do estado do Rio Grande do Sul, no Brasil. É sede da Diocese de Cachoeira do Sul. O edifício e seu acervo foram tombados pelo Instituto do Patrimônio Histórico e Artístico Nacional.
É parte importante do patrimônio histórico local, sendo considerada, juntamente com a Praça da Matriz e o Château d'Eau, como um dos mais belos e conservados locais turísticos da cidade.

## História
A história do município está ligada a um aldeamento de índios guaranis aculturados, criado em 1769 num lugar chamado "Aldeia". Já o nome "Cachoeira" é derivado de uma queda d'água do Rio Jacuí denominada "Cachoeira do Fandango", localizada nas proximidades. Em 10 de julho de 1779, a localidade foi elevada à categoria de freguesia, com a denominação de Freguesia de São Nicolau da Cachoeira de São José, passando dois anos depois à invocação de Nossa Senhora da Conceição.
A pedra fundamental da Igreja Matriz da freguesia foi lançada a 06 de outubro de 1793, com projeto do engenheiro militar Francisco João Roscio, e o edifício foi inaugurado a 30 de setembro de 1799. A antiga igreja, construída seguindo a estética colonial, foi modificada muitas vezes. As reformas mais significativas foram as de 1929 e em 1963.
A Igreja Matriz passou a Catedral em 29 de setembro de 1991, quando foi criada a Diocese de Cachoeira do Sul.